# 床沿扶手
床沿扶手（英語：Cot sides）是一种安裝在床的边缘以预防人员跌落的装置，也称床挡、床围等。此装置常见于：
- 嬰兒床（家庭或醫院中），升起床兩邊是為防止婴儿脱离安全区域[3]，而不只是为防意外跌伤。
- 普通床、病床，當人因為年老或身体不適而不能自己安全的离开病床。
- 船只（如單拖漁船），防止天氣惡劣時從床上翻滚跌落。

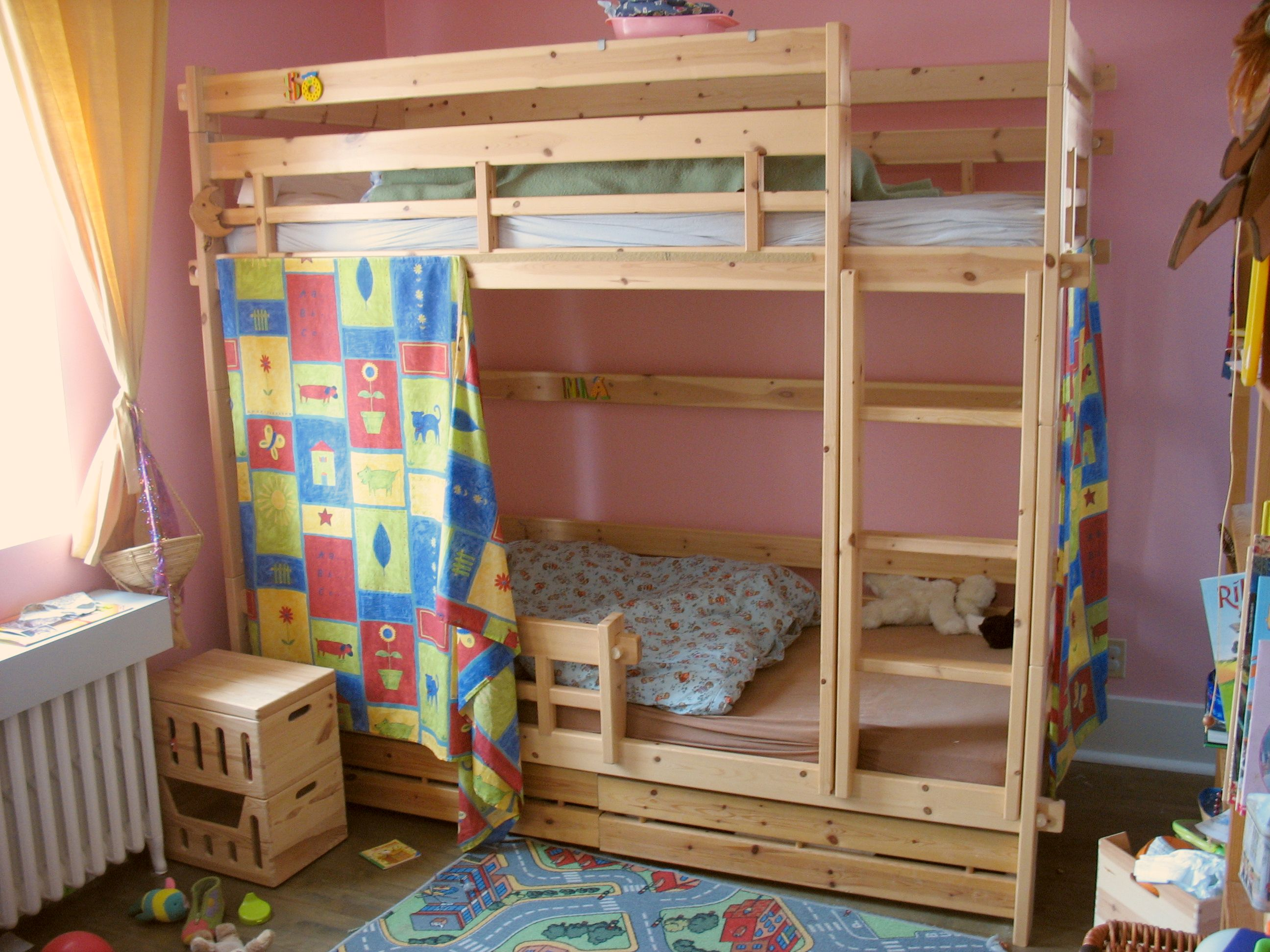

- 雙層床，也稱雙格床[4]、碌架床[5]等，此装置通常设置在上層床铺[6]。